# 企業研究
企業研究（きぎょうけんきゅう）とは、存在している企業情報を収集することを基として、その企業がどういった企業であるかを分析、確認、理解することである。

## 概要
企業研究とは就職活動といった形で仕事を求めている者にとっては重要であり、これを行うことによって企業の業種のみならず内面的な社風などといった事柄に関する知識を身につけ、入社試験を受ける企業を決定する際の指針としている。これは投資を検討している者にとっても重要な事柄であり、綿密に行うことが大きな利益につながるとされている。